# 15 juin 1953
Le lundi 15 juin 1953 est le 166e jour de l'année 1953.

## Naissances
- Eje Elgh, pilote automobile suédois
- Georges Colomb, prélat catholique français
- Janelle Commissiong, Miss Trinité-et-Tobago 1977, puis Miss Univers 1977
- Jean-Pierre Garuet-Lempirou, joueur français de rugby à XV
- Marc Noé, athlète français
- Renée Victor, chorégraphe américaine
- Roberto Antonione, politicien italien
- Slavoljub Muslin, joueur de football serbe
- Vilma Bardauskienė, athlète lituanienne
- Xi Jinping, Secrétaire général du Parti communiste chinois

## Décès
- Albert Fouilloux (né le 8 octobre 1870), personnalité politique française
- Edgar Rochette (né le 28 avril 1890), personnalité politique canadienne
- Muhammad Loutfi Goumah (né le 18 janvier 1886), écrivain égyptien

## Événements
- L’Union soviétique et les pays du pacte de Varsovie reprennent les relations diplomatiques avec la République fédérale populaire de Yougoslavie[1].